# Olympische Sommerspiele 1976/Teilnehmer (Paraguay)
| Gelbes Symbol für Goldmedaillen mit stilisierten Olympischen Ringen | Graues Symbol für Silbermedaillen mit stilisierten Olympischen Ringen | Braundes Symbol für Bronzemedaillen mit stilisierten Olympischen Ringen |
| ------------------------------------------------------------------- | --------------------------------------------------------------------- | ----------------------------------------------------------------------- |
| —                                                                   | —                                                                     | —                                                                       |

Paraguay nahm an den Olympischen Sommerspielen 1976 in Montreal mit einer Delegation von vier männlichen Athleten an sechs Wettkämpfen in vier Sportarten teil. Es konnten dabei keine Medaillen gewonnen werden.

## Teilnehmer nach Sportarten

### Fechten
- César Bejarano
Säbel, Einzel: 39. Platz

### Leichtathletik
- Eusebio Cardoso
Marathon: 43. Platz

### Schießen
- Reinaldo Ramírez
Kleinkaliber, Dreistellungskampf: 55. Platz

### Schwimmen
- Julio Abreu
200 Meter Brust: Vorläufe
200 Meter Schmetterling: Vorläufe
400 Meter Lagen: Vorläufe